# Yo fui espía americana
Yo fui espía americana, en inglés: I Was An American Spy, es una película de drama bélico estadounidense de 1951 que cuenta la historia real de Claire Phillips, una expatriada estadounidense que espió a los japoneses durante la Segunda Guerra Mundial y fue capturada, torturada y sentenciada a muerte antes de ser rescatada. La película, producida por Allied Artists y dirigida por Lesley Selander, fue protagonizada por Ann Dvorak. Además de obtener los derechos de su libro de 1947 Manila Espionage, los realizadores contrataron a Phillips como asesora técnica e hizo apariciones personales para promocionar la película. La película comienza con el general Mark Wayne Clark rindiendo homenaje a Phillips y termina con el general Clark otorgándole la Medalla de la Libertad.

## Trama
Claire, una filipina nacida en Estados Unidos que vive en Manila, trabaja como animadora en un café en vísperas del ataque a Pearl Harbor. Se casa con un soldado estadounidense, el sargento John Phillips (Douglas Kennedy), y, junto a su marido, es testigo de la invasión japonesa de Filipinas durante la batalla de Bataan. Su marido es capturado y ella observa cómo lo matan a tiros con ametralladora durante la Marcha de la Muerte de Bataan, después de desafiar la orden de un cruel soldado japonés de no beber agua contaminada con fiebre tifoidea. En represalia, Phillips usa una pistola para disparar y matar a un soldado japonés. Luego se une a la resistencia filipina y, para obtener información para enviar a los Estados Unidos, abre un club nocturno que atiende a oficiales japoneses. A Phillips le ponen el nombre en código "High Pockets" (Bolsillos altos) por su hábito de guardar objetos en su sostén. Ella transmite con éxito información útil a las fuerzas estadounidenses y a la resistencia filipina, pero luego es descubierta, encarcelada y torturada con agua por los japoneses. Condenada a muerte, es rescatada justo a tiempo por soldados estadounidenses (uno de los cuales es el cabo John Boone (Gene Evans) que asaltan la prisión de Bilibid, matando a los guardias japoneses.

## Reparto
- Ann Dvorak como Claire "High Pockets" Phillips[4]
- Gene Evans como el cabo John Boone
- Douglas Kennedy como el sargento John Phillips
- Richard Loo como el coronel Masanoto
- León Lontok como Pacio
- Chabin como Lolita
- Philip Ahn como el capitán Arito
- Lisa Ferraday como Dorothy Fuentes
- Riley Hill como Thompson

## Recepción
Lamentablemente, el crítico del New York Times escribió que «no es especialmente estimulante ni como narrativa ni como homenaje al coraje personal». Por otro lado, Hal Erickson señaló en AllMovie que la película «maneja sus escenas más brutales con un marcado grado de buen gusto».